# Антъни Пъркинс
Антъни Пъркинс (на английски: Anthony Perkins) е американски актьор, носител на „Златен глобус“ и номиниран за награди „Оскар“ и „Сатурн“. Най-известен с ролята си на Норман Бейтс във филма „Психо“ на Алфред Хичкок. От 1960 г. има две звезди на Холивудската алея на славата.

## Биография
Антъни Пъркинс е роден на 4 април 1932 г. в Ню Йорк в семейството на актьора Осгуд Пъркинс и Джанет Еселстин. Когато Антъни е на 5 години баща му умира. Жени се за фотографката Бери Беренсън, която загива на 11 септември 2001 г. в организираните от Ал Кайда самолетни атаки в САЩ.
Антъни Пъркинс умира на 12 септември 1992 г. в резултат на пневмония и усложнения, предизвикани от СПИН.

## Кариера
Дебютира в киното с роля във филма „Актрисата“ (1953). Номиниран е за награда „Тони“ за участието си в пиесата Look Homeward, Angel (1958).

## Избрана филмография
| година | филм                                    | оригинално заглавие                  | роля                  | бележки |
| ------ | --------------------------------------- | ------------------------------------ | --------------------- | --- |
| 1953   | Актрисата                               | The Actress                          | Фред Уитмарш          | |
| 1956   | Приятелско убеждаване                   | Friendly Persuasion                  | Джош Бърдуел          | Златен глобус за най-добър изгряващ актьор Номинация – Оскар за най-добра поддържаща мъжка роля                                                                        |
| 1957   | Тенекиената звезда                      | The Tin Star                         | Шериф Бен Оуенс       | |
| 1957   | Страхът отпадна                         | Fear Strikes Out                     | Джим Пиърсъл          | |
| 1958   | Сватовницата                            | The Matchmaker                       | Корнилиъс Хакъл       | |
| 1959   | На брега                                | On the Beach                         | Лейтенант Питър Холмс | |
| 1960   | Психо                                   | Psycho                               | Норман Бейтс          | |
| 1961   | Довиждане, отново                       | Farewell Again                       | Питър Ван дер Беш     | Награда на филмовия фестива в Кан за най-добър актьор Награда „Давид ди Донатело“ за най-добър чуждестранен актьор (заедно със Спенсър Трейси за Нюрнбергският процес) |
| 1962   | Пет мили до полунощ                     | Five Miles to Midnight               | Робърт Маклин         | |
| 1962   | Процесът                                | The Trial                            | Йозеф К.              | |
| 1966   | Гори ли Париж?                          | Is Paris Burning?                    | Сержант Уорън         | |
| 1969   | Красива отрова                          | Pretty Poison                        | Денис Пит             | |
| 1970   | Параграф-22                             | Catch-22                             | Капелан А. Т. Тапмън  | |
| 1972   | Животът и времената на съдията Рой Бийн | The Life and Times of Judge Roy Bean | Преподобният Ласейл   | |
| 1973   | Краят на Шийла                          | The Last of Sheila                   |                       | Съсценарист заедно със Стивън Сондхайм Награда „Едгар“ за най-добър филм                                                                                               |
| 1974   | Убийство в Ориент Експрес               | Murder on the Orient Express         | Маккуийн              | |
| 1979   | Черната дупка                           | The Black Hole                       | Д-р Алекс Дюрант      | |
| 1983   | Психо 2                                 | Psycho II                            | Норман Бейтс          | |
| 1984   | Престъпления на страстта                | Crimes of Passion                    | Питър Шейн            | |
| 1986   | Психо 3                                 | Psycho III                           | Норман Бейтс          | Режисьор Номинация – „Сатурн“ за най-добър актьор |
| 1988   | Унищожител                              | Destroyer                            | Робърт Едуард         | |
| 1990   | Психо 4: Началото                       | Psycho 4: The Beginning              | Норман Бейтс          | |